# Georg Franz (Politiker)
Georg Franz (* 21. November 1899 in Möderndorf, Gemeinde Hermagor-Pressegger See (Kärnten); † 4. März 1953 in Hermagor, Kärnten) war ein österreichischer Politiker der Österreichischen Volkspartei (ÖVP).

## Ausbildung und Beruf
Nach dem Besuch der Volks- und Hauptschule ging er an eine Ackerbauschule in Klagenfurt. Er wurde Praktikant in landwirtschaftlichen Betrieben Deutschlands und der Schweiz, danach Bauer und Gastwirt.

## Politische Funktionen
- Bürgermeister von Roschak
- Obmann der Bezirksbauernkammer Hermagor
- Obmann des Bauernbundes Hermagor

## Politische Mandate
- 8. November 1949 bis 4. März 1953: Abgeordneter zum Nationalrat (VI. Gesetzgebungsperiode), ÖVP